# Paul Seibold
Paul Seibold (* 1. November 1871 in Eibenstock; † 1954 in Hamburg) war ein preußischer Politiker (SPD), MdL und Landrat.

## Leben
Seibold erlernte den Beruf eines Tischlers nachdem er die Volksschule beendet hatte. Ab 1895 wirkte er als Vorstandsmitglied der Filiale, später auch des Gauvorstandes Deutschen Holzarbeiterverbandes in Dresden. Seit dem März 1909 bis 1918 amtierte Seibold als hauptamtlicher Geschäftsführer des Holzarbeiterverbandes in Breslau. 1915 bis 1918 war er Kriegsteilnehmer. 
Im November 1918 wurde Seibold zum Zweiten Vorsitzenden des Volksrates in Breslau gewählt und war Mitglied des Provinzialrats Schlesien. Von 1919 bis 1920 wirkte er als Stadtverordneter in Breslau. Ab Juni 1920 bis Februar 1921 amtierte Seibold als kommissarischer Landrat und dann ab März 1921 bis 1931 als Landrat im Kreis Nimptsch. Von 1920 bis 1931 war Seibold Mitglied des Preußischen Staatsrats und Mitglied des Provinziallandtags Niederschlesien, dabei amtierte er 1922 als Vorsitzender des Provinziallandtages.
1933 inhaftierten die Nationalsozialisten Seibold für mehrere Monate im KZ Breslau-Dürrgoy.